# Rosengårdsskolan

Rosengårdsskolan är en grundskola F-6 i stadsdelen Rosengård i Malmö. 
Skolan ligger i delområdet Herrgården och har cirka 300 elever. Skolan byggdes 1972 och verksamheten leddes under 1980-talet av Bengt Falk som mottog Malmö stads hederstecken. Rosengårdsskolan blev, efter återkommande vandalisering, i mitten av 2010-talet en av de skolor i Malmö som försågs kameraövervakning. Undermåliga betygsprestationer där 69% av eleverna om gick ut högstadiet saknade gymnasiebehörighet samt en dålig arbetsmiljö ledde år 2013 till att skolans högstadium stängdes.